# Kwilecki

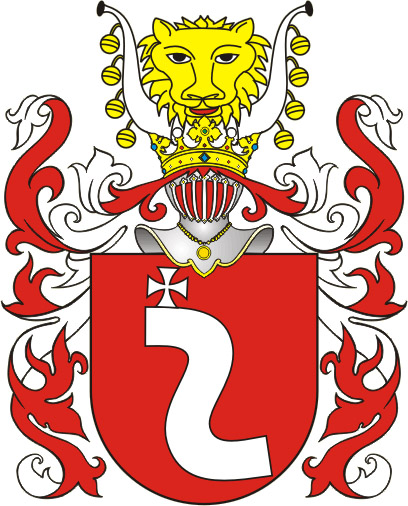
Das Stammwappen Szreniawa

Kwilecki ist der Name eines alten großpolnischen Adelsgeschlechts, das seinen Namen von seinem Gut Kwilcz bei Międzychód angenommen hat und mit Michal Kwilecki im Jahr 1383 erstmals urkundlich erscheint.

## Adelserhebungen
- Preußischer Grafenstand am 17. Januar 1816 in Berlin für Adam Clemens von Kwilecki, Gutsherr auf Ostroróg und anderen und vormals Kastellan von Przemęt, für seinen Neffen und Schwiegersohn Clemens von Kwilecki, Gutsherr auf Kwilcz und anderen, sowie dessen Bruder Johann Nepomuk von Kwilecki.
- Preußischer Grafenstand am 12. Juni 1816 in Berlin mit Diplom vom 22. Oktober 1816 für Joseph von Kwilecki, Gutsherr auf Wróblewo bei Szamotuły und anderen.
- Russische Anerkennung des Grafenstandes am 2. Juni 1842.

## Wappen (1816)
In Gold ein gold bewehrter silberner Adler, belegt mit rotem Herzschild, darin ein gekrümmter silberner Fluss, überhöht von einem goldenen Kreuz (Stammwappen Szreniawa). Auf dem Helm mit rot-goldenen Decken fünf silberne Straußenfedern.

## Namensträger
- Franciszek Antoni Kwilecki (1725–1794), polnischer Politiker, Gesandter in Berlin (1771–1776) und Kastellan von Kalisz
- Hektor von Kwilecki (1859–1912), Rittergutsbesitzer, Mitglied des Deutschen Reichstags
- Lukasz Kwilecki (1680–1745), Kastellan von Ląd
- Mieczysław Graf von Kwilecki (1833–1918), polnischer Großgrundbesitzer und preußischer sowie kaiserlich deutscher Politiker
- Stephan von Kwilecki (1839–1900), Rittergutsbesitzer, Reichstagsabgeordneter
- Wilhelm von Gluszewski-Kwilecki (1867–1954), deutscher Berufsoffizier und Ritter des Pour le Mérite